# Ferrari SF90 Stradale
De Ferrari SF90 Stradale is een plug-in hybridesportauto van het Italiaanse automerk Ferrari. Het getal in de naam van deze auto, "90", verwijst naar het 90-jarig bestaan van Scuderia Ferrari.

## Prestaties
Het model heeft een 4,0-liter V8 en 3 elektromotoren. Het gecombineerde vermogen van deze auto is alleen beschikbaar onder de "Quality"-modus en bedraagt dan 1.000 pk. De accu heeft een capaciteit van 7,9 kWh en zorgt voor een elektrisch bereik van 25 km. In de elektrische modus heeft dit model een topsnelheid van 135 km/u.
De SF90 Stradale trekt in 2,5 seconden op van 0-100, en in 6,7 seconden van 0-200 km/h. Het model heeft een topsnelheid van 340 km/u. De downforce van de SF90 Stradale is bij 250 km/u 390 kilo.
Het gewicht per pk is 1,57 kg en het vermogen per liter is 195 pk.

## Interieur
De cockpit van dit model is iets meer naar voren geplaatst in vergelijking met bijv. de 488 en de F8 Tributo. Ferrari heeft in dit model een stuur met een touchpad en touchknoppen met haptische terugkoppeling gemonteerd. Het instrumentpaneel van dit model is digitaal en het bestaat uit een 16-inch gebogen display.
De manier waarop de bedieningshendels van de automaat in dit model zijn vormgegeven vormen een verwijzing naar een schakelpatroon van de handgeschakelde Ferrari 's van weleer. Verder heeft de SF90 Stradale nog een keyless entry, een functionaliteit die later over andere modellen van het merk wordt uitgerold.

## Exterieur
De SF90 Stradale is 4,71 m lang, 1,97 m breed en 1,19 m hoog waarmee hij veel doet denken aan de F8 Tributo, hoewel deze auto 's op technisch vlak weinig tot niets met elkaar delen.
Het chassis is voor het merendeel gebouwd uit koolstofvezel. Dat dient ook als basis voor de nieuwe Ferrari-modellen met een middenmotor V8.

## Trivia
In 2020 filmde Claude Lelouch  een remake van de film C'était un rendez-vous getiteld Le Grand Rendez-vous. Deze film speelt zich af in Monaco met in de hoofdrol Formule 1-coureur Charles Leclerc. In de film rijdt Leclerc met een Ferrari SF90 Stradale.